# Diana Barran
Diana Barran   (10 de febrer de 1959) Diana Francesca Caroline Clare Barran, baronessa Barran, MBE, és una defensora de la caritat britànica, exgerent de fons de cobertura i membre del Partit Conservador. És la fundadora de l'organització benèfica SafeLives i va exercir-hi de directora executiva del 2004 al 2017.

## Carrera
Barran va treballar com a banquer d'inversions a Londres i París per a Morgan Grenfell i Enskilda Asset Management i va fundar el fons de cobertura Barran and Partners l'any 1993. Va deixar Beaumont Capital l'any 2001 poc abans de la seva venda a Schroders. Barran posseïa el 10% de Beaumont Capital en el moment de la seva sortida. Barran és administrador sènior de Comic Relief i president sènior de la Henry Smith Society.
Barran va treballar com a cap de desenvolupament de subvencions per a New Philanthropy Capital i com a assessora de donacions de les empreses. Va ser en aquesta empresa on va conèixer per primera vegada els abusos domèstics i com a part de la seva investigació per a NPC, va fer una mirada forense sobre com s'estava tractant la violència domèstica i va decidir que hi havia un fracàs fonamental. Tot i que la policia, els departaments d'A&E, els treballadors socials, les llevadores, els oficials d'habitatge i els refugis veien les víctimes de manera individual, no es comunicaven entre ells i, per tant, el que s'oferia en forma d'ajuda era molt limitat. Va ser la fundadora i cap executiva de SafeLives del 2004 al 2017, una organització benèfica nacional dedicada a posar fi als abusos domèstics. En la seva primera dècada de funcionament (2004-2014) parla d'almenys 64.000 casos d'adults d'alt risc i de més de 83.500 casos de nens associats que la tasca de la caritat ha ajudat i recolzat.
Va ser nomenada subsecretària d'Estat parlamentària de DCMS per Boris Johnson al ministeri de Johnson. És responsable dels negocis del departament en les commemoracions dels Lords i de la Primera Guerra Mundial.
Barran va assumir la "cartera de la soledat" el 2019, assumint el paper de "ministre de la soledat" que l'exprimera ministra Theresa May va establir el 2018 i que havien exercit Tracey Crouch i més tard Mims Davies. La posició tenia com a objectiu abordar la crisi de la soledat de la societat britànica que una comissió del 2017 iniciada per Jo Cox havia investigat.
La baronessa Barran va ser nomenada subsecretària d'Estat parlamentària del Departament de Digital, Cultura, Mitjans de Comunicació i Esport el 26 de juliol de 2019. En aquest rol, és responsable de les polítiques relacionades amb les empreses i empreses socials responsables, així com d'altres àrees, com ara la política de soledat i joventut.

## Vida personal
Barran està casada i té quatre fills. Es va formar a l'escola Benenden i al King’s College de Cambridge.

## Distincions i guardons
Va rebre el Beacon Prize per Anglaterra el novembre del 2007 pel seu treball sobre violència domèstica.
L'any 2011, Barran va ser nomenada membre de l'Orde de l'Imperi Britànic (MBE).
El maig del 2018, es va anunciar que se li conferiria una condició vitalícia. El 21 de juny, va ser nomenada baronessa Barran, de Bathwick, a la ciutat de Bath.
Barran figurava a la llista de les 100 dones de la British Broadcasting Corporation (BBC) feta públic el 23 de novembre de 2020.